# Bakchios (Töpfer II)
Backchios (altgriechisch Βάκχιος) war ein griechischer Töpfer, der in der zweiten Hälfte des 4. Jahrhunderts v. Chr. in Athen und in Ephesos arbeitete.
Aus einer in Ephesos gefundenen Bürgerrechtsinschrift der 320er Jahre v. Chr. geht hervor, dass der Töpfer Bakchios Bruder eines Töpfers namens Kittos und Sohn eines Töpfers namens Bakchios war, dieser wird mit dem Töpfer Bakchios aus Athen identifiziert. Die Brüder waren von Athen nach Ephesos ausgewandert. Laut der Inschrift fertigten sie im Auftrag der Stadt „schwarze Keramik“ und eine Hydria für die Göttin Artemis. Möglicherweise sind sie auch für die Produktion der in lokalem Ton hergestellten Amphoren panathenäischer Form verantwortlich.